# Дивисмутид неодима
Дивисмутид неодима — бинарное неорганическое соединение
неодима и висмута
с формулой NdBi2,
кристаллы.

## Получение
- Сплавление стехиометрических количеств чистых веществ:

{\displaystyle {\mathsf {Nd+2Bi\ {\xrightarrow {1600^{o}C}}\ NdBi_{2}}}}

## Физические свойства
Дивисмутид неодима образует кристаллы
триклинной сингонии,

параметры ячейки a = 0,64682 нм, b = 1,29796 нм, c = 1,18567 нм, α = 90°, β = 104,08°, γ = 92,36°
.
Соединение образуется по перитектической реакции при температуре 1600°С.

## Химические свойства
- Разлагается при нагревании:

{\displaystyle {\mathsf {NdBi_{2}\ {\xrightarrow {>1600^{o}C}}\ NdBi+Bi}}}